# Rusquet
Le rusquet (du provençal rusca, « liège ») également appelé « bouchon marseillais » est une méthode de pêche typiquement locale[réf. nécessaire] consistant à laisser aller à la dérive un bouchon de liège orné d'hameçons. 
Le poisson une fois ferré se débat et se fatigue, il ne reste alors plus qu'à l'attraper avec un salabre ou à la main pour les plus intrépides.

## Utilisation
Les prises les plus fréquentes sont :
- l'oblade ou blade (Oblada melanura), prise majoritaire de cette méthode de pêche et quasi exclusive car ce poisson est réputé pour sa difficulté de pêche,
- la bogue (Boops boops), poisson sans grande valeur gustative[Quoi ?] mais très nerveux,
- la saupe (Sarpa salpa), plus communément appelé « mangeo merdo », se trouve être un poisson broutant ne se refusant pas à quelques détritus[réf. nécessaire],
- le mulet ou muge, poisson de surface avec les œufs duquel est confectionné la poutargue.

## Condition de pêche
Cette pêche nécessite d'être toujours aux aguets afin de récupérer au plus vite les poissons qui mordent avant qu'ils ne se décrochent. Les goélands (espèce protégée) peuvent manger les appâts eschés[Quoi ?] sur les rusquets, se retrouver hameçonnés et s'envoler avec[réf. nécessaire].
La pêche au rusquet est économique car l'appât est du pain, frais pour les hameçons et rassis et rendu mou dans de l'eau pour appâter le poisson ; elle est réputée efficace car permettant souvent d'attraper beaucoup de poissons en peu de temps[réf. nécessaire], à partir d'une petite embarcation (voire à la nage ce qui est plus fatigant[réf. nécessaire]).